# Jutarnji list
Jutarnji list – chorwacki dziennik. Został założony w 1998 roku. Jego dzienny nakład wynosi 50 tys. egzemplarzy.
Gazeta jest publikowana w formacie berliner i online. Jej internetowe wydanie jutarnji.hr jest drugim najczęściej odwiedzanym serwisem informacyjnym w Chorwacji po Index.hr.
Według właściciela Hanza Media Marijana Hanžekovicia, „Jutarnji list powinien być koncepcyjnie gazetą o orientacji liberalnej i socjaldemokratycznej, z naciskiem na dokładność i trafność”.